# Heterogeomys heterodus
Heterogeomys heterodus is een zoogdier uit de familie van de goffers (Geomyidae). De soort komt alleen voor in Costa Rica.

## Naamgeving
De wetenschappelijke naam van de soort werd voor het eerst geldig gepubliceerd door Wilhelm Peters in 1865.

## Verspreiding
Heterogeomys heterodus is een endemische soort uit Costa Rica en komt alleen voor in de Valle Central en omliggende bergen in gebieden tussen de 1.500 en 2.400 meter hoogte. De soort is algemeen in landbouwgebieden. Er is geen overlap in het verspreidingsgebied van Heterogeomys heterodus met de andere goffersoorten in Costa Rica, te weten H. cavator, H. cherriei en H. underwoodi.

## Kenmerken
Heterogeomys heterodus is ongeveer 25 cm lang en 650 gram zwaar. Mannelijke goffers zijn groter dan de vrouwtjes. De vacht is bruin van kleur. De snuit heeft een bleke kleur. Sommige goffers hebben witte markeringen op de kop of op de romp. Dit dier heeft een gedrongen lichaam, een kale staart en grote, geklauwde voorpoten.

## Leefwijze
Dit knaagdier heeft een gravende leefwijze. Heterogeomys heterodus leeft solitair. Door middel van series van tunnels vlak onder de oppervlakte heeft de goffer toegang tot plantenwortels en knollen, waarmee Heterogeomys heterodus zich voedt. Diepere tunnels lopen naar holen voor voedselopslag en om te slapen. Heterogeomys heterodus kan schadelijk zijn voor landbouwgewassen.